# Nová Paka
Nová Paka là một thị trấn thuộc huyện Jičín, vùng Královéhradecký, Cộng hòa Séc.